# ایستگاه راه‌آهن شئربئک
ایستگاه راه‌آهن شئربئک (انگلیسی: Schaarbeek railway station) یک ایستگاه قطار در شئربئک، بلژیک است.
این ایستگاه که در سال ۱۸۸۷ تاسیس شده توسط شرکت راه‌آهن ملی بلژیک اداره میشود و به راه‌آهن سراسری بلژیک متصل است.

## نگارخانه

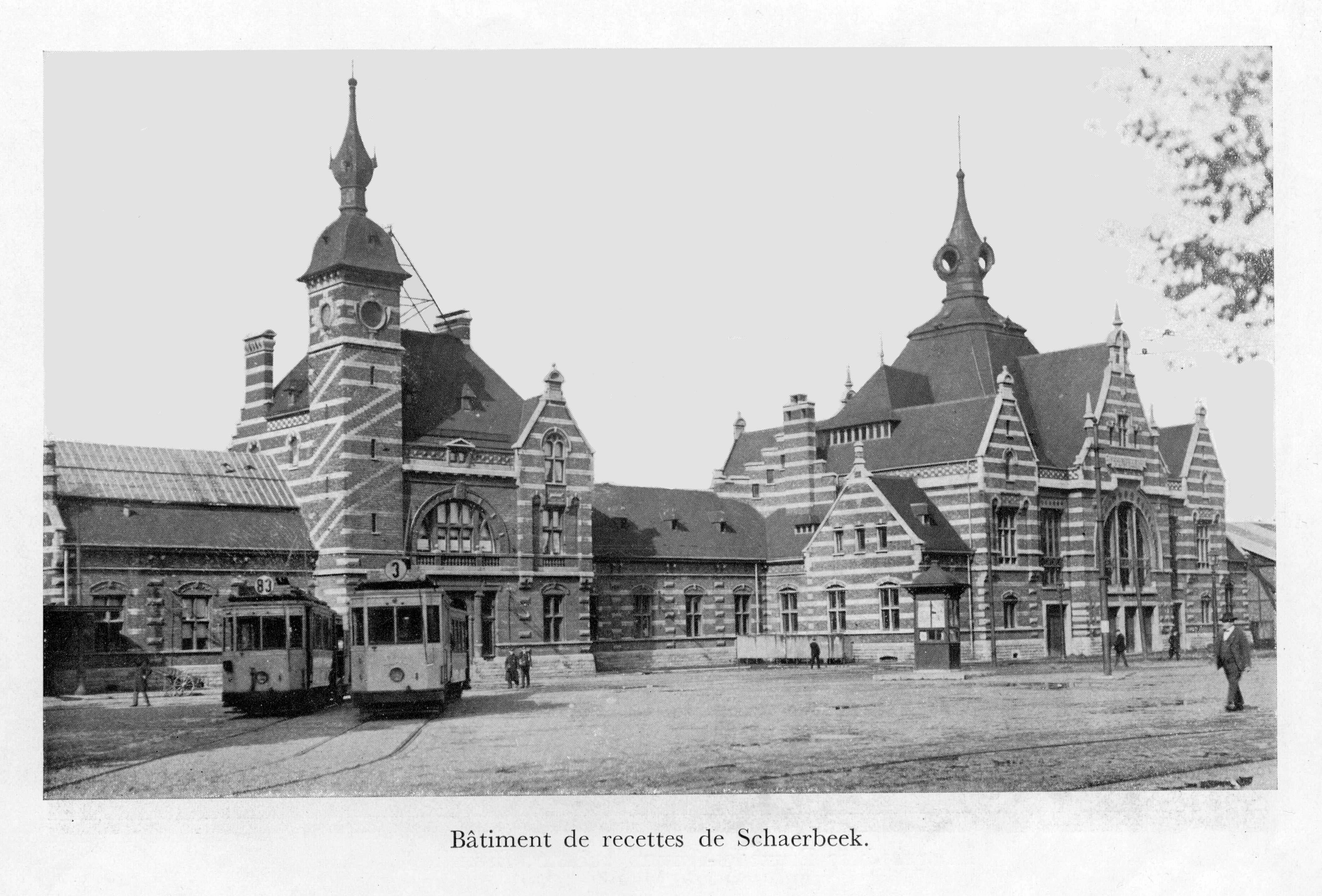
دهه ۱۹۲۰
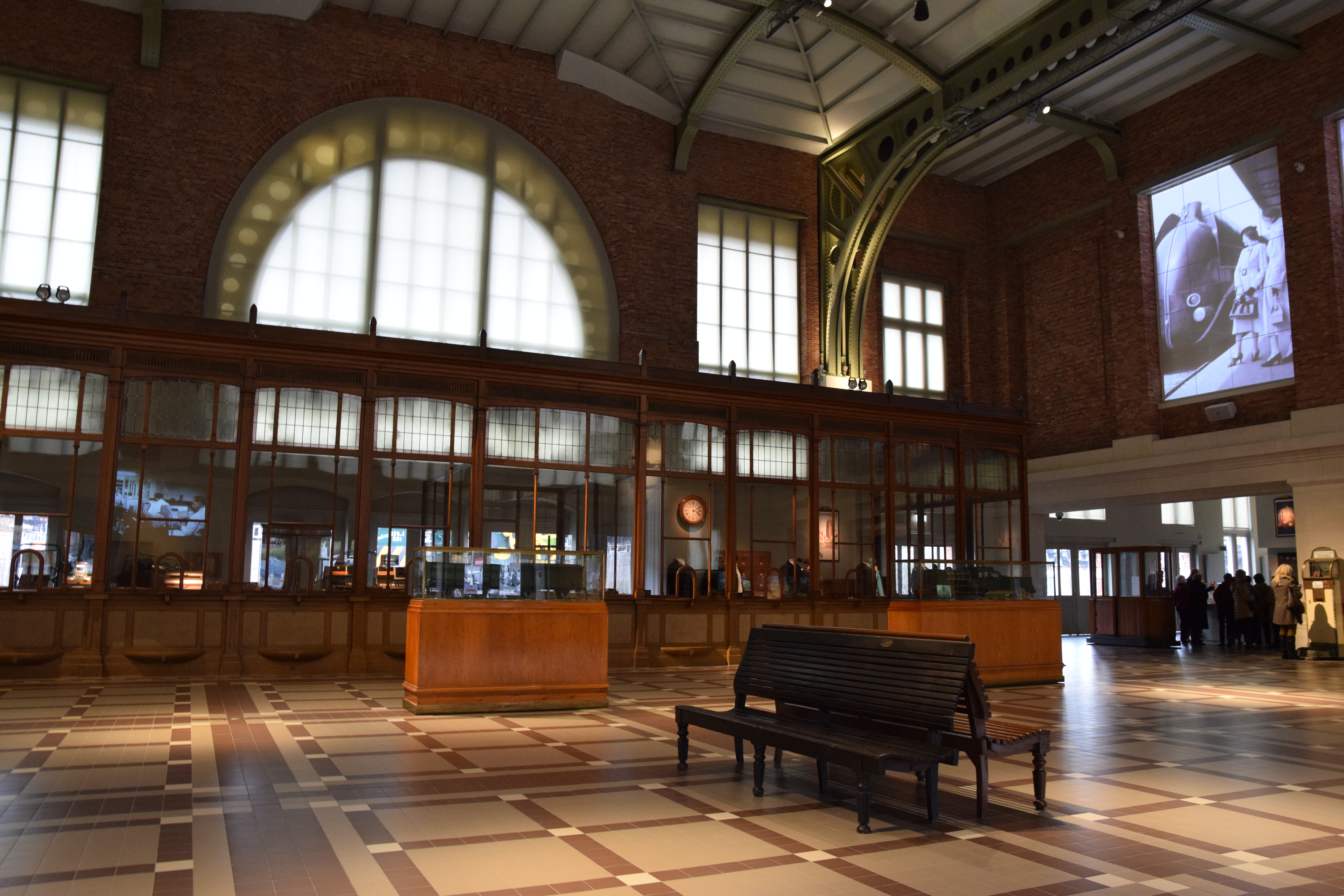
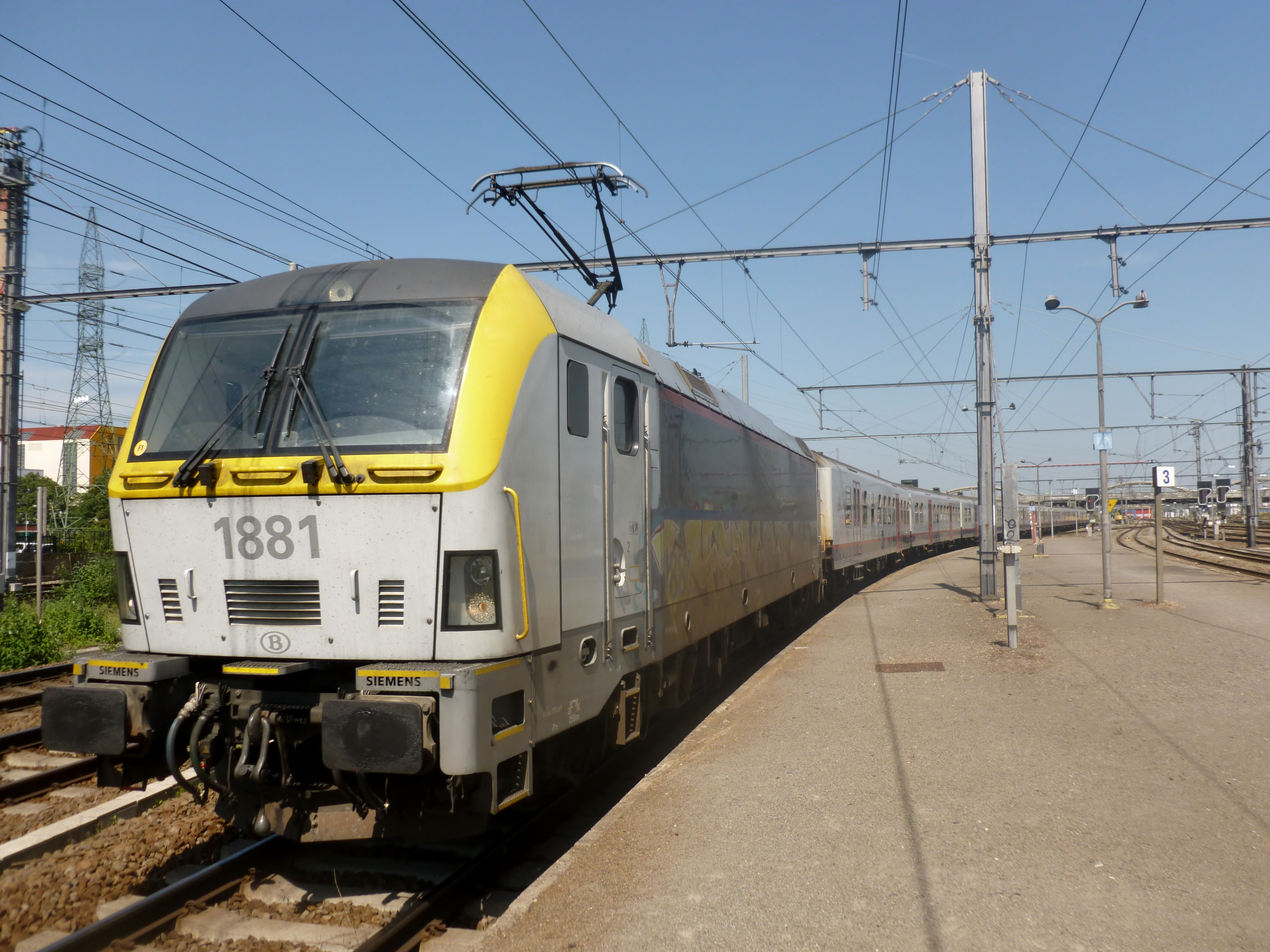
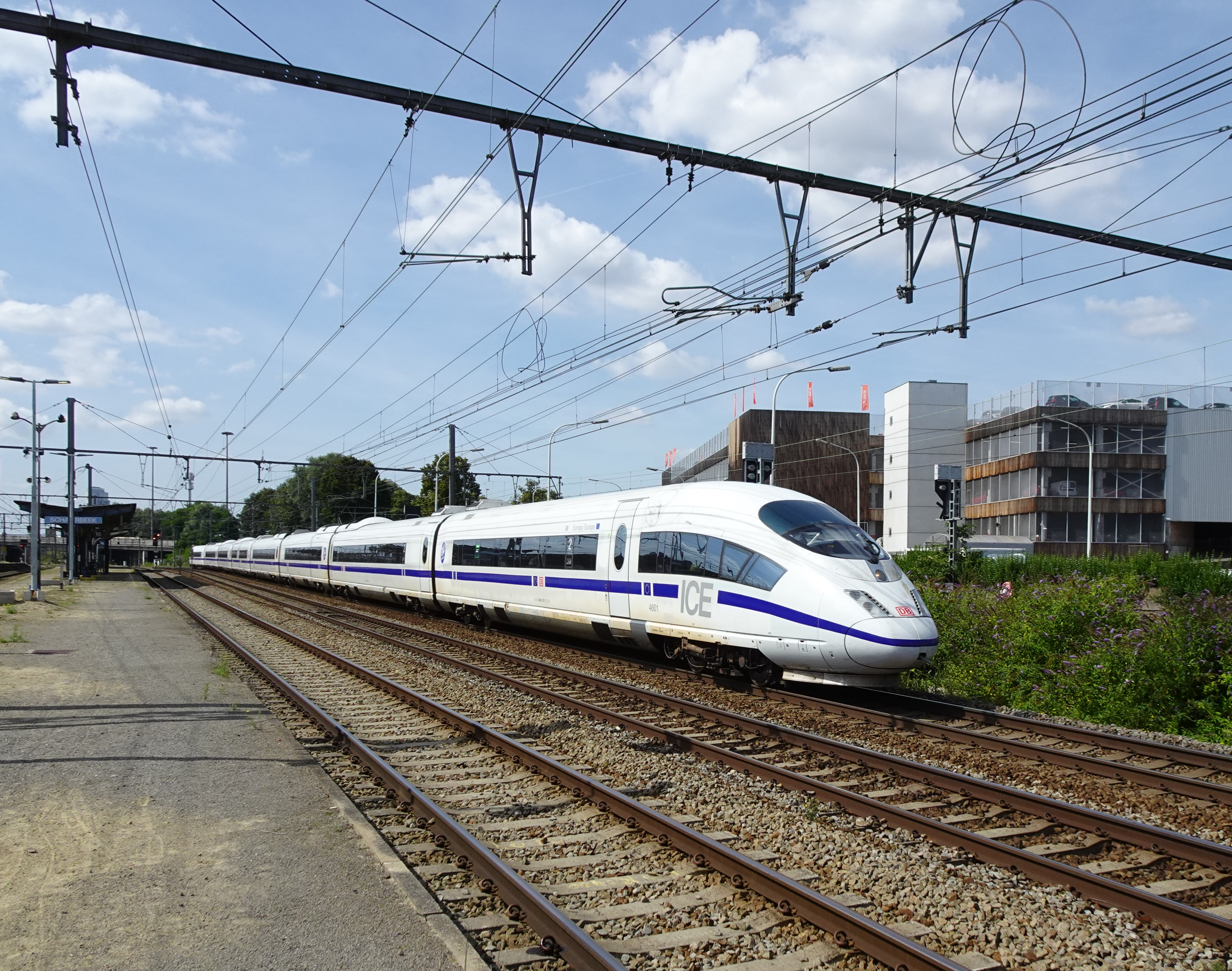